# Miss Senide
Miss Senide (* 5. oder 9. November 1866 in Königsberg, Preußen als Henriette Willardt, verh. Wagner; † 15. April 1923 in Wien) war eine deutsch-österreichische Dompteurin.

## Leben

### Kindheit und Jugend
Henriette wurde als Tochter eines reisenden Schaustellerehepaars geboren. Sie wuchs zunächst bei Verwandten in Halle an der Saale auf, später besuchte sie ein Mädchenpensionat in Bruck an der Mur.
1873, im Jahr der Wiener Weltausstellung, gründete die Mutter Emilie „Emma“ Willardt ein Schaugeschäft in der Ausstellungsstraße Nr. 147 im Wiener Wurstelprater. Bereits davor betrieb Willardt eine ähnliche Einrichtung am Kolowatring Nr. 4. Im Jahr der Weltausstellung lebte hier etwa eine samische Familie, die mit den Einnahmen als Schausteller den Kauf einer Rentierherde finanzieren wollte, nachdem ihre alte Herde bei einem Brand umgekommen war. Willardts Ausstellungspraxis unterschied sich nicht von der anderer zeitgenössischer Schaubuden hinsichtlich Kuriositäten- und Völkerschauen, so konnte man auch „Pygmäen“ aus dem Kongo und die „Riesendame“ Judith Matursik betrachten. An die Schaubude angeschlossen war ein Schnellfotosalon, in dem rund um die Uhr Ferrotypien hergestellt werden konnten. Später kam eine Schießbude hinzu.

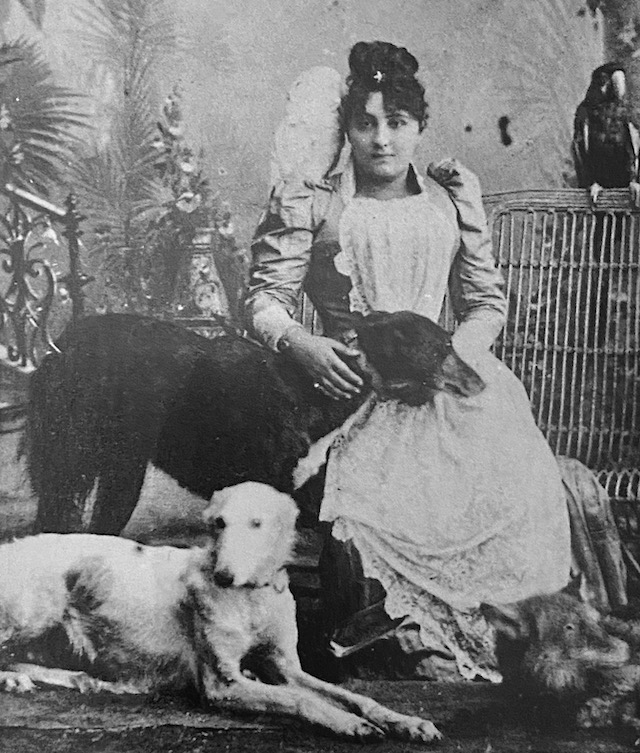
Im Alter von 16 Jahren, fotografiert im Fotosalon Willardt

Henriette zog im Alter von 15 Jahren zu ihrer Mutter nach Wien. Der Vater war zu diesem Zeitpunkt bereits verstorben. Ein Bekannter der Familie betrieb eine Menagerie, wo Henriette bereits kurz nach ihrer Ankunft in der Stadt von den auftretenden wilden Tieren begeistert gewesen sein soll. Die Wiener Polizei legte zu dieser Zeit den Menagerien Auflagen auf, so durften die Dompteure ihren Kopf nicht in den Rachen der Löwen stecken oder die Tiere außerhalb des Käfigs an der Leine führen. 1850 war die siebzehnjährige Dompteuse Ellen Chapman von ihrem Tiger getötet worden, in England galt seither sogar Auftrittsverbot für Frauen in Raubtierkäfigen. Trotz dieser Fakten soll Henriette von ihrem Berufswunsch überzeugt gewesen sein, mitunter wird erzählt, sie habe sich in eine Menagerie gestellt und gedroht, erst herauszukommen, wenn ihre Mutter den Berufsweg billige.
Ende 1882 reisten Emma und Henriette Willardt nach Hamburg, dem Geburtsort der Mutter. Hier kaufte diese zwei Berberlöwen, einen Bären und einen Leoparden, die Henriette in Wien innerhalb von nur fünf Monaten dressierte. Sie folgte dabei dem Prinzip der zahmen Dressur, das Carl Hagenbeck 1890 in Hamburg popularisierte. Das Neue Wiener Tagblatt beschrieb 1891, dass sie die Tiere „nicht mit Prügeln, durch Hunger, durch Peitschenknallen und Angst gefügig machte, sondern durch Liebkosung und Sanftheit“.

### Karriere
Im Mai 1883 fanden erste öffentliche Auftritte mit den Tieren in der Schaubude ihrer Mutter (Prater Nr. 147) statt. Am 12. Dezember 1883 hatte die siebzehnjährige Henriette ihren ersten internationalen Auftritt bei der Damengala des Circus Renz in Berlin. Nun nahm sie ihren Künstlernamen Miss Senide an. 1884 trat sie mit dem Circus Moritz Blumenfeld in Saarbrücken und mit dem Cirus Suhr in Graz auf. Im selben Jahr war sie auch in Leipzig und Chemnitz zu sehen.
Der logische nächste Schritt waren Auftritte außerhalb des deutschsprachigen Raums. 1885 gastierte sie in Lissabon, Madrid und Barcelona. Von hier aus reiste sie nach Norden und hatte 1886 Engagements in Brüssel sowie im Cirque d’Hiver in Paris. 1887 war sie in Edinburgh und Dublin zu sehen. Am 3. Februar 1887 posierte die Dompteurin nach einer Vorstellung in der Music Hall Dublin für Fotos und legte ihrer Löwin „Fatima“ den Kopf in den Rachen. Das durch das Blitzlicht des Fotografen irritierte Tier biss zu, Miss Senide wurde an Wange, Hals und Kinn verletzt. Mitunter kam es zu medialen Falschmeldungen über ihren Tod. Noch am Veranstaltungsort führte ein Chirurg im Licht einer trüben Gasflamme erste Stichnähte aus.

„Ich war kaum einundzwanzig Jahre alt und allein im fremden Lande. In dem festen Glauben, vollständig entstellt zu sein, wurde ich noch durch das Weinen und Jammern der Anwesenden bestärkt.“

Ein „entstelltes“ Gesicht hätte ihrer Karriere schaden können, denn die Attraktivität einer Dompteurin war für ihre Auftritte ebenso wichtig wie ihr Können. Bereits am Tag nach ihrer Verletzung wollte Miss Senide laut Medienberichten bereits wieder auftreten, der Veranstalter lehnte das aber ab. Mit bandagiertem Gesicht absolvierte sie bald wieder ihre ersten Auftritte. Sobald sie wieder bei Kräften war, setzte Miss Senide ihre Tournee nach England fort.
1891 trat sie im Circus Salamonsky in Russland auf, in Warschau gastierte sie mit dem Grand Cirque français J. Godfroy.

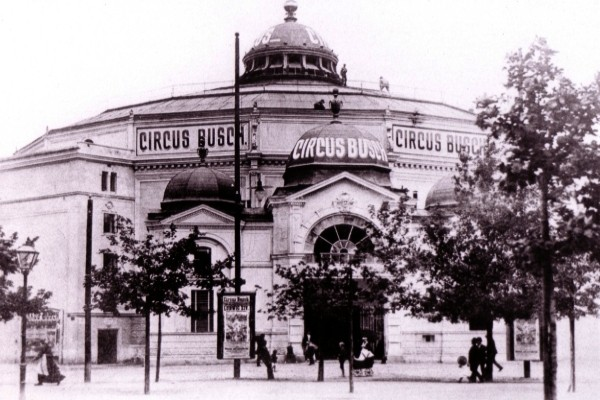
Zirkus Busch in Wien

Ende 1894 gründete Miss Senide einen eigenen Zirkus, mit dem sie in der Folge durch Russland reiste. 1895 folgte ein Gastspiel mit dem Circus Schuman im Circus-Busch-Gebäude im Prater. Um 1896 sind Auftritte in Stawropol belegt. 1904 reiste sie durch Aserbaidschan und trat erneut im Circus-Busch-Gebäude auf.
1897 heiratete sie in St. Petersburg Hermann Wagner, dieser soll laut Quellen der aus Norddeutschland stammende Besitzer des Circus Ciniselli gewesen sein. Wohl mit ihrem Ehemann kehrte sie nach Wien zurück. Miss Senide trat unter zurückgehendem Zuschauerinteresse erneut im Circus-Busch-Gebäude auf. Teilweise dürften die Einnahmen nicht mehr die Ausgaben für Tierfutter gedeckt haben. 1907 verstarb Henriettes Mutter und sie erbte die Schaubude im Wiener Prater. Miss Senide betrieb diese mit ihrem Ziehsohn, dem Hundedresseur Heinrich H. Günther, weiter.

### Nummern und Auftreten
Als besondere Nummer ihrer Vorstellungen wird das „diner africain“ beschrieben. Dies soll sie erstmals auf einer Messe von Tierbändigern in Lüttich vorgeführt haben: Dabei warf sie einem Panther ein Stück rohes Fleisch in den Rachen und griff, bevor das Tier schlucken konnte, mit der Hand ins Maul und riss das Fleisch wieder heraus. Bei diesem Kunststück soll es mehrmals zu Verletzungen gekommen sein.
Miss Senide kleidete sich bei ihren Auftritten in Fantasieuniformen, Strumpfhosen und hohen Stiefeln – so wie ihre männlichen Kollegen. Im Pariser Cirque d’Hiver soll sie bei ihren Auftritten ein freizügiges Kostüm getragen haben.

### Tod und Nachwirken
Miss Senide verstarb 1923 im Schlaf, sie wurde am Matzleinsdorfer Friedhof neben ihrer Mutter bestattet.
Im Wiener Pratermuseum ist ihr ausgestopfter Lieblingslöwe ausgestellt.
2022 wurde ein Gehweg entlang des Donaukanals (beim Pratercottage) Henriette-Willardt-Promenade benannt.